# Fussball Club Luzern 2016-2017
Questa voce raccoglie le informazioni riguardanti il Fussball Club Luzern nelle competizioni ufficiali della stagione 2016-2017.

## Stagione
Nella stagione 2016-2017 il Lucerna, allenato da Markus Babbel, concluse il campionato di Super League al 5º posto. In Coppa Svizzera il Lucerna fu eliminato in semifinale dal Sion. In Europa League il Lucerna fu eliminato al terzo turno di qualificazione dal Sassuolo.

## Rosa
| N. |                       | Ruolo | Calciatore           |
| -- | --------------------- | ----- | -------------------- |
| 1  | Svizzera (bandiera)   | P     | David Zibung         |
| 5  | Brasile (bandiera)    | D     | Lucas Alves          |
| 6  | Svizzera (bandiera)   | D     | Remo Arnold          |
| 7  | Svizzera (bandiera)   | D     | Claudio Lustenberger |
| 9  | Australia (bandiera)  | A     | Tomi Jurić           |
| 11 | Svizzera (bandiera)   | C     | Pascal Schürpf       |
| 15 | Svizzera (bandiera)   | A     | Marco Schneuwly      |
| 16 | Svizzera (bandiera)   | D     | François Affolter    |
| 17 | Svizzera (bandiera)   | D     | Simon Grether        |
| 19 | Croazia (bandiera)    | C     | Frane Čirjak         |
| 19 | Svizzera (bandiera)   | C     | Christian Schneuwly  |
| 20 | Portogallo (bandiera) | D     | Ricardo Costa        |
| 21 | Svizzera (bandiera)   | P     | Jonas Omlin          |
| 22 | Svizzera (bandiera)   | P     | Simon Enzler         |

| N. |                       | Ruolo | Calciatore          |
| -- | --------------------- | ----- | ------------------- |
| 23 | Mauritania (bandiera) | D     | Sally Sarr          |
| 30 | Svizzera (bandiera)   | A     | Cedric Itten        |
| 31 | Kosovo (bandiera)     | C     | Hekuran Kryeziu     |
| 32 | Svizzera (bandiera)   | C     | Nicolas Haas        |
| 33 | Svizzera (bandiera)   | D     | Stefan Knežević     |
| 34 | Svizzera (bandiera)   | D     | Silvan Sidler       |
| 35 | Svizzera (bandiera)   | C     | Filip Ugrinić       |
| 36 | Kosovo (bandiera)     | C     | Qëndrim Kameraj     |
| 37 | Svizzera (bandiera)   | C     | João Oliveira       |
| 42 | Kosovo (bandiera)     | C     | Idriz Voca          |
| 68 | Svizzera (bandiera)   | C     | Francisco Rodríguez |
| 77 | Germania (bandiera)   | C     | Markus Neumayr      |
|    | Svizzera (bandiera)   | C     | Dario Ulrich        |

## Organigramma societario
Area tecnica
- Allenatore: Markus Babbel
- Allenatore in seconda: Patrick Rahmen, Michael Silberbauer
- Preparatore dei portieri:
- Preparatori atletici: Norbert Fischer, Christian Schmidt

## Calciomercato

### Sessione estiva
| Acquisti | Acquisti            | Acquisti                     | Acquisti |
| R.       | Nome                | da                           | Modalità |
| -------- | ------------------- | ---------------------------- | -------- |
| C        | Francisco Rodríguez | Arminia Bielefeld            |          |
| D        | Ricardo Costa       | Granada                      |          |
| C        | Migjen Basha        | Como                         |          |
| P        | Simon Enzler        | Lucerna II                   |          |
| D        | Simon Grether       | Wohlen                       |          |
| A        | Cedric Itten        | Basilea                      |          |
| A        | Tomi Jurić          | Roda JC                      |          |
| C        | Qëndrim Kameraj     | Team FC Luzern/SC Kriens U18 |          |
| D        | Stefan Knežević     | Lucerna II                   |          |
| P        | Jonas Omlin         | Le Mont                      |          |

| Cessioni | Cessioni            | Cessioni               | Cessioni |
| R.       | Nome                | a                      | Modalità |
| -------- | ------------------- | ---------------------- | -------- |
| C        | Jakob Jantscher     | Çaykur Rizespor        |          |
| C        | Migjen Basha        | Bari                   |          |
| D        | Nico Brandenburger  | Borussia M'gladbach II |          |
| P        | Lorenzo Bucchi      | Aarau                  |          |
| C        | Clemens Fandrich    | Erzgebirge Aue         |          |
| A        | Michael Frey        | Young Boys             |          |
| D        | Kaja Rogulj         | Lucerna II             |          |
| D        | Sebastian Schachten | FSV Francoforte        |          |
| D        | Yannick Schmid      | Wohlen                 |          |

### Sessione invernale
| Acquisti | Acquisti       | Acquisti | Acquisti |
| R.       | Nome           | da       | Modalità |
| -------- | -------------- | -------- | -------- |
| C        | Pascal Schürpf | Vaduz    |          |
| D        | Lucas Alves    | Le Mont  |          |

| Cessioni | Cessioni        | Cessioni         | Cessioni |
| R.       | Nome            | a                | Modalità |
| -------- | --------------- | ---------------- | -------- |
| D        | Jérôme Thiesson | Minnesota Utd    |          |
| C        | Jahmir Hyka     | S.J. Earthquakes |          |
| D        | Ferid Matri     | Espérance        |          |

## Risultati

### Super League

#### Prima fase, girone di andata
| Arbitro: | Amhof |

|            |           |                                  |
| Ceesay 85’ | Marcatori | 31’ Neumayr 84’ (rig.) Schneuwly |

| Arbitro: | Klossner |

|                                           |           |                            |
| Jurić 34’ (rig.), 79’ Hyka 45’ Puljić 58’ | Marcatori | 50’ Andersen 52’, 87’ Caio |

| Arbitro: | San |

|               |           |                         |
| Hyka 18’, 30’ | Marcatori | 4’ Suchý 70’, 79’ Janko |

| Arbitro: | Amhof |

|                 |           |                              |
| Kukuruzović 71’ | Marcatori | 22’, 26’ Schneuwly 78’ Itten |

| Arbitro: | Schärer |

|                                        |           |  |
| Neumayr 29’ Schneuwly 52’ Oliveira 87’ | Marcatori |  |

| Arbitro: | Schnyder |

|                                  |           |  |
| Buess 63’ Aratore 72’ Chabbi 90’ | Marcatori |  |

| Arbitro: | Jaccottet |

|                    |           |               |
| Sulejmani 18’, 43’ | Marcatori | 90’ Schneuwly |

| Arbitro: | San |

|                                    |           |                       |
| Schneuwly 76’ Lüchinger 86’ (aut.) | Marcatori | 16’ Ziegler 90’ Akolo |

| Arbitro: | Erlachner |

|              |           |                               |
| Schneuwly 8’ | Marcatori | 24’, 73’ Margiotta 58’ Torres |

#### Prima fase, girone di ritorno
| Arbitro: | Bieri |

|                                                |           |                                  |
| Munsy 12’ Sigurjónsson 36’ (rig.) Hunziker 57’ | Marcatori | 17’ Rodríguez 73’ (rig.) Neumayr |

| Arbitro: | Klossner |

|                                      |           |  |
| Doumbia 25’ Lang 55’ Elyounoussi 89’ | Marcatori |  |

| Arbitro: | Schärer |

|                                   |           |  |
| Jurić 9’ Puljić 57’ Schneuwly 68’ | Marcatori |  |

| Arbitro: | Jaccottet |

|                    |           |                                       |
| Lotomba 6’ Pak 61’ | Marcatori | 73’, 79’ Schneuwly 90’ (rig.) Neumayr |

| Arbitro: | Erlachner |

|                        |           |                          |
| Haas 32’ Schneuwly 90’ | Marcatori | 47’ (aut.) Haas 86’ Kubo |

| Arbitro: | Hänni |

|                     |           |             |
| Costa 6’ Puljić 90’ | Marcatori | 54’ Rosseti |

| Arbitro: | Pache |

|                  |           |                          |
| Schindelholz 63’ | Marcatori | 61’ Puljić 68’ Rodríguez |

| Arbitro: | Tschudi |

|                             |           |  |
| Schneuwly 41’ Hyka 51’, 58’ | Marcatori |  |

| Arbitro: | Bieri |

|                             |           |          |
| Akolo 27’, 66’ Carlitos 56’ | Marcatori | 76’ Hyka |

#### Seconda fase, girone di andata
| Arbitro: | Bieri |

|                                          |           |                                                  |
| Khalifa 19’, 78’, 90’ Kololli 33’ (rig.) | Marcatori | 17’ Affolter 50’ Schneuwly 60’ Neumayr 67’ Itten |

| Arbitro: | Schärer |

|                                                           |           |           |
| Oliveira 24’ Kryeziu 31’ Rodríguez 32’ Neumayr 71’ (rig.) | Marcatori | 12’ Ravet |

| Arbitro: | San |

|               |           |            |
| Rodríguez 55’ | Marcatori | 39’ Sorgić |

| Arbitro: | Hänni |

|                                      |           |              |
| Suchý 19’ Alves 34’ (aut.) Janko 81’ | Marcatori | 36’ Affolter |

| Arbitro: | Schärer |

|             |           |                 |
| Schürpf 73’ | Marcatori | 8’ Sigurjónsson |

| Arbitro: | San |

|           |           |           |
| Tafer 63’ | Marcatori | 51’ Jurić |

| Lucerna 18 marzo 2017, ore 17:45 CET 25ª giornata | Lucerna   | 0 – 0 referto | Sion | swissporarena (10 589 spett.)\| Arbitro: \| Erlachner \| |
| Arbitro:                                          | Erlachner |               |      |                                                          |

| Arbitro: | Pache |

|  |           |                            |
|  | Marcatori | 32’ Mizrachi 81’ Carlinhos |

| Arbitro: | Klossner |

|  |           |                          |
|  | Marcatori | 1’ Schürpf 90’ Schneuwly |

#### Seconda fase, girone di ritorno
| Arbitro: | Amhof |

|                       |           |  |
| Kryeziu 72’ Itten 86’ | Marcatori |  |

| Arbitro: | Schnyder |

|                                     |           |              |
| Caio 15’, 30’ Bamert 47’ Dabour 66’ | Marcatori | 43’ Knežević |

| Arbitro: | San |

|               |           |                        |
| Schneuwly 88’ | Marcatori | 3’ Doumbia 71’ Steffen |

| Arbitro: | Schnyder |

|                                        |           |               |
| Facchinetti 52’ Rapp 76’ Fassnacht 78’ | Marcatori | 12’ Schneuwly |

| Arbitro: | San |

|                                       |           |          |
| Sulejmani 1’, 29’ Assalé 35’ Frey 60’ | Marcatori | 8’ Jurić |

| Arbitro: | Schärer |

|  |           |                                         |
|  | Marcatori | 18’ Torres 41’ Campo 55’ (rig.) Kololli |

| Arbitro: | Bieri |

|                    |           |                              |
| Bia 81’ Konaté 90’ | Marcatori | 30’ Jurić 39’, 84’ Rodríguez |

| Arbitro: | Amhof |

|                      |           |                      |
| Jurić 7’ Schürpf 90’ | Marcatori | 3’ Turkeš 69’ Mathys |

| Arbitro: | Bieri |

|  |           |           |
|  | Marcatori | 51’ Jurić |

### Coppa Svizzera
| Arbitro: | Hänni |

|              |           |                                     |
| Chihadeh 49’ | Marcatori | 4’ Oliveira 43’, 81’, 85’ Schneuwly |

| Arbitro: | Pache |

|  |           |                              |
|  | Marcatori | 80’ Jurić 83’, 87’ Schneuwly |

| Arbitro: | Pache |

|                                          |                      |                                             |
| Kasaï 86’                                | Marcatori            | 52’ Neumayr                                 |
| Schubert Miani Herensperger Henzi Osmani | Tiri di rigore 4 – 5 | Kryeziu Schneuwly Grether Neumayr Schneuwly |

| Arbitro: | Jaccottet |

|                                         |           |                                                      |
| Josipovic 28’ Ciarrocchi 41’ Tréand 51’ | Marcatori | 3’, 54’ Jurić 4’ Neumayr 36’ Schneuwly 76’ Schneuwly |

| Arbitro: | Schärer |

|                                                     |                      |                                                           |
| Ziegler Salatic Konaté Jagne Carlitos Zverotić Adão | Tiri di rigore 6 – 5 | Kryeziu Schneuwly Affolter Neumayr Lustenberger Voca Haas |

### Europa League
| Arbitro: | Ekberg |

|              |           |                    |
| Schneuwly 8’ | Marcatori | 42’ (rig.) Berardi |

| Arbitro: | Palabıyık |

|                                    |           |  |
| Berardi 19’, 39’ (rig.) Defrel 64’ | Marcatori |  |

## Statistiche

### Statistiche di squadra
| Competizione   | Punti | In casa | In casa | In casa | In casa | In casa | In casa | In trasferta | In trasferta | In trasferta | In trasferta | In trasferta | In trasferta | Totale | Totale | Totale | Totale | Totale | Totale | DR |
| Competizione   | Punti | G       | V       | N       | P       | Gf      | Gs      | G            | V            | N            | P            | Gf           | Gs           | G      | V      | N      | P      | Gf     | Gs     | DR |
| -------------- | ----- | ------- | ------- | ------- | ------- | ------- | ------- | ------------ | ------------ | ------------ | ------------ | ------------ | ------------ | ------ | ------ | ------ | ------ | ------ | ------ | -- |
| Super League   | 50    | 18      | 7       | 6       | 5       | 33      | 26      | 18           | 7            | 2            | 9            | 29           | 40           | 36     | 14     | 8      | 14     | 62     | 66     | -4 |
| Coppa Svizzera | -     | 0       | 0       | 0       | 0       | 0       | 0       | 5            | 3            | 2            | 0            | 13           | 5            | 5      | 3      | 2      | 0      | 13     | 5      | +8 |
| Europa League  | -     | 1       | 0       | 1       | 0       | 1       | 1       | 1            | 0            | 0            | 1            | 0            | 3            | 2      | 0      | 1      | 1      | 1      | 4      | -3 |
| Totale         | 50    | 19      | 7       | 7       | 5       | 34      | 27      | 24           | 10           | 4            | 10           | 42           | 48           | 43     | 17     | 11     | 15     | 76     | 75     | +1 |

### Andamento in campionato
| Giornata  | 1 | 2 | 3 | 4 | 5 | 6 | 7 | 8 | 9 | 10 | 11 | 12 | 13 | 14 | 15 | 16 | 17 | 18 | 19 | 20 | 21 | 22 | 23 | 24 | 25 | 26 | 27 | 28 | 29 | 30 | 31 | 32 | 33 | 34 | 35 | 36 |
| --------- | - | - | - | - | - | - | - | - | - | -- | -- | -- | -- | -- | -- | -- | -- | -- | -- | -- | -- | -- | -- | -- | -- | -- | -- | -- | -- | -- | -- | -- | -- | -- | -- | -- |
| Luogo     | T | C | C | T | C | T | T | C | C | T  | T  | C  | T  | C  | C  | T  | C  | T  | T  | C  | C  | T  | C  | T  | C  | C  | T  | C  | T  | C  | T  | T  | C  | T  | C  | T  |
| Risultato | V | V | P | V | V | P | P | N | P | P  | P  | V  | V  | N  | V  | V  | V  | P  | N  | V  | N  | P  | N  | N  | N  | P  | V  | V  | P  | P  | P  | P  | P  | V  | N  | V  |
| Posizione | 4 | 2 | 3 | 2 | 2 | 2 | 3 | 3 | 5 | 7  | 7  | 5  | 4  | 4  | 4  | 4  | 3  | 4  | 3  | 3  | 4  | 4  | 4  | 4  | 4  | 4  | 4  | 4  | 4  | 4  | 5  | 5  | 5  | 5  | 5  | 5  |

Legenda:

Luogo: C = Casa; T = Trasferta. Risultato: V = Vittoria; N = Pareggio; P = Sconfitta.

### Statistiche dei giocatori
| Giocatore       | Super League | Super League | Super League | Super League | Coppa Svizzera | Coppa Svizzera | Coppa Svizzera | Coppa Svizzera | Europa League | Europa League | Europa League | Europa League | Totale   | Totale | Totale      | Totale     |
| Giocatore       | Presenze     | Reti         | Ammonizioni  | Espulsioni   | Presenze       | Reti           | Ammonizioni    | Espulsioni     | Presenze      | Reti          | Ammonizioni   | Espulsioni    | Presenze | Reti   | Ammonizioni | Espulsioni |
| --------------- | ------------ | ------------ | ------------ | ------------ | -------------- | -------------- | -------------- | -------------- | ------------- | ------------- | ------------- | ------------- | -------- | ------ | ----------- | ---------- |
| F. Affolter     | 28           | 2            | 4            | 0            | 5              | 0              | 2              | 0              | 0             | 0             | 0             | 0             | 33       | 2      | 6           | 0          |
| L. Alves        | 7            | 0            | 0            | 0            | 1              | 0              | 0              | 0              | 0             | 0             | 0             | 0             | 8        | 0      | 0           | 0          |
| R. Arnold       | 5            | 0            | 0            | 0            | 1              | 0              | 0              | 0              | 1             | 0             | 0             | 0             | 7        | 0      | 0           | 0          |
| R. Costa        | 33           | 1            | 11           | 0            | 4              | 0              | 1              | 0              | 2             | 0             | 0             | 1             | 39       | 1      | 12          | 1          |
| S. Enzler       | 0            | 0            | 0            | 0            | 0              | 0              | 0              | 0              | 0             | 0             | 0             | 0             | 0        | 0      | 0           | 0          |
| S. Grether      | 21           | 0            | 3            | 0            | 4              | 0              | 1              | 0              | 1             | 0             | 0             | 0             | 26       | 0      | 4           | 0          |
| N. Haas         | 23           | 1            | 2            | 1            | 3              | 0              | 1              | 0              | 2             | 0             | 1             | 0             | 28       | 1      | 4           | 1          |
| J. Hyka         | 15           | 6            | 2            | 0            | 2              | 0              | 0              | 0              | 2             | 0             | 1             | 0             | 19       | 6      | 3           | 0          |
| C. Itten        | 28           | 3            | 4            | 0            | 2              | 0              | 1              | 0              | 1             | 0             | 0             | 0             | 31       | 3      | 5           | 0          |
| J. Jantscher    | 4            | 0            | 0            | 0            | 1              | 0              | 0              | 0              | 2             | 0             | 0             | 0             | 7        | 0      | 0           | 0          |
| T. Jurić        | 30           | 8            | 4            | 0            | 4              | 3              | 1              | 0              | 1             | 0             | 0             | 0             | 35       | 11     | 5           | 0          |
| Q. Kameraj      | 0            | 0            | 0            | 0            | 0              | 0              | 0              | 0              | 0             | 0             | 0             | 0             | 0        | 0      | 0           | 0          |
| S. Knežević     | 8            | 1            | 1            | 0            | 2              | 0              | 0              | 0              | 0             | 0             | 0             | 0             | 10       | 1      | 1           | 0          |
| H. Kryeziu      | 31           | 2            | 6            | 0            | 5              | 0              | 1              | 0              | 1             | 0             | 0             | 0             | 37       | 2      | 7           | 0          |
| C. Lustenberger | 32           | 0            | 10           | 1            | 4              | 0              | 0              | 0              | 2             | 0             | 1             | 0             | 38       | 0      | 11          | 1          |
| F. Matri        | 0            | 0            | 0            | 0            | 0              | 0              | 0              | 0              | 0             | 0             | 0             | 0             | 0        | 0      | 0           | 0          |
| M. Neumayr      | 31           | 6            | 4            | 0            | 4              | 2              | 0              | 0              | 2             | 0             | 0             | 0             | 37       | 8      | 4           | 0          |
| J. Oliveira     | 15           | 2            | 0            | 0            | 2              | 1              | 0              | 0              | 1             | 0             | 0             | 0             | 18       | 3      | 0           | 0          |
| J. Omlin        | 14           | 0            | 1            | 0            | 5              | 0              | 0              | 0              | 0             | 0             | 0             | 0             | 19       | 0      | 1           | 0          |
| T. Puljić       | 12           | 4            | 2            | 0            | 0              | 0              | 0              | 0              | 2             | 0             | 0             | 0             | 14       | 4      | 2           | 0          |
| F. Rodríguez    | 25           | 6            | 2            | 0            | 2              | 0              | 0              | 0              | 0             | 0             | 0             | 0             | 27       | 6      | 2           | 0          |
| S. Sarr         | 4            | 0            | 0            | 0            | 2              | 0              | 0              | 0              | 1             | 0             | 0             | 0             | 7        | 0      | 0           | 0          |
| C. Schneuwly    | 32           | 2            | 5            | 0            | 3              | 1              | 0              | 1              | 2             | 0             | 0             | 0             | 37       | 3      | 5           | 1          |
| M. Schneuwly    | 33           | 14           | 2            | 0            | 5              | 6              | 0              | 0              | 2             | 1             | 0             | 0             | 40       | 21     | 2           | 0          |
| P. Schürpf      | 10           | 3            | 0            | 0            | 1              | 0              | 0              | 0              | 0             | 0             | 0             | 0             | 11       | 3      | 0           | 0          |
| S. Sidler       | 0            | 0            | 0            | 0            | 1              | 0              | 0              | 0              | 0             | 0             | 0             | 0             | 1        | 0      | 0           | 0          |
| J. Thiesson     | 10           | 0            | 2            | 0            | 3              | 0              | 0              | 0              | 0             | 0             | 0             | 0             | 13       | 0      | 2           | 0          |
| F. Ugrinić      | 21           | 0            | 1            | 0            | 1              | 0              | 0              | 0              | 0             | 0             | 0             | 0             | 22       | 0      | 1           | 0          |
| D. Ulrich       | 0            | 0            | 0            | 0            | 0              | 0              | 0              | 0              | 0             | 0             | 0             | 0             | 0        | 0      | 0           | 0          |
| I. Voca         | 3            | 0            | 0            | 0            | 1              | 0              | 0              | 0              | 0             | 0             | 0             | 0             | 4        | 0      | 0           | 0          |
| D. Zibung       | 22           | 0            | 0            | 0            | 0              | 0              | 0              | 0              | 2             | 0             | 0             | 0             | 24       | 0      | 0           | 0          |
| F. Čirjak       | 0            | 0            | 0            | 0            | 0              | 0              | 0              | 0              | 0             | 0             | 0             | 0             | 0        | 0      | 0           | 0          |